# Simud Valles
Simud Valles sono delle valli situate sulla superficie di Marte, in prossimità dell'equatore; sono state battezzate con il nome del pianeta in lingua sumera.
Assieme a diverse altre valli, come Ares Vallis, Kasei Valles, Shalbatana Vallis e le Tiu Valles, si gettano nel bacino di Chryse Planitia. Le loro pareti sono estremamente ripide, probabilmente a causa di un intenso processo di erosione in tempi antichi. La regione compresa fra Simud Valles e Tiu Valles presenta inoltre, stando alle immagini inviate a Terra dalla sonda Mars Global Surveyor, numerose boline.